# Власов Павло Олексійович
Павло Олексійович Власов (рос. Павел Алексеевич Власов; нар. 26 січня 1857, Новочеркаськ — пом. 16 листопада 1935, Астрахань) — російський і радянський художник і педагог. Герой Праці з 1924 року.

## Біографія
Народився 26 січня 1857 року в місті Новочеркаську (нині Ростовська область, Росія) у сім'ї козачого полковника. З1876 року навчався у Московському училищі живопису, скульптури та зодчества у Василя Перова; з 1880 року — у Петербурзькій академії мистецтв у Павла Чистякова. Під час навчання в Академії у 1881 році отрима велику; у 1884 році — малу; у 1885 році — велику срібні медалі; 2 листопада 1887 року отримав звання класного художника ІІ ступеня за програму «Старець Іріам благає Ахіллеса видати йому тіло сина Гектора» (зберігається в Астраханській картинній галереї).
1890 року, за розподілом, потрапив до Астрахані. В основному займався педагогічною діяльністю, яку розпочав з викладання малюнка в Астраханській Маріїнській жіночій гімназії. 1896 року організував художній гурток. У 1900 році створив художні та рисувально-технічні класи, перетворені у 1921 році в Астраханський художньо-педагогічний технікум (нині Астраханське художнє училище імені Павла Власова), де викладав до кінця життя. Серед учнів: Іван Горюшкін-Сорокопудов, Борис Кустодієв, Григорій Мальцев, Микола Скоков, Микола Баскаков, Петро Альберті, Михайло Козелл. Помер в Астрахані 16 листопада 1935 року.

## Творчість
Серед творів:
- «Портрет матері» (1878);
- «Інтер'єр» (1883, акварель; Астраханська картинна галерея);
- «Портрет батька» (1885, Астраханська картинна галерея);
- «Портрет М. Н. Власової» (1885—1886, Астраханська картинна галерея);
- «Тополя» (1893, каварель);
- «У білому покривалі» (портрет дружини, 1890-ті; Астраханська картинна галерея);
- «Голова старика єврея» (1897, акаврель; Астраханська картинна галерея);
- «Голова калмика» (1913—1914);
- «Перс-вантажник» (1918, акварель).

## У мистецтві
Портрети Павла Власова виконали:
- Іван Горюшкін-Сорокопудов (олія);
- Борис Кустодієв (1903, вугілля, крейда, кольоровий картон; 1925 — обидва в Астраханській картинній галереї).

## Вшанування
1935 року ім'я Павла Власова присвоєне Астраханському художньому училищу. На території училища йому встановлене погруддя.
Творчості Павла Власова присвячений один із залів Будинку-музею Бориса Кустодієва в Астрахані.